# 松原祐善
松原 祐善（まつばら ゆうぜん、1906年12月25日 - 1991年1月7日）は、日本の仏教学者、真宗学者。金子大栄、 曽我量深に師事。 大谷大学名誉教授、元学長。

## 略歴
1906年、福井県大野市生まれ。旧制福井県立大野中学校（現福井県立大野高等学校)卒。大谷大学卒。大谷大学教授、学長。1980年退任、名誉教授。真宗大谷派円徳寺元住職。

## 著書
- 『末法燈明記』(安居事務所 1960)『末法燈明記の研究』法蔵館 1978
- 『無量寿経に聞く 千万人の聖典シリーズ』(教育新潮社 1968)
- 『親鸞と末法思想』法蔵館 1976
- 『淨土と娑婆』法蔵館 1982
- 『高光大船の世界』(全4巻) (法蔵館 1988)

1. 教行信証の核心
2. 信は生活なり
3. 無善造悪なればこそ
4. 大船抄

- 『汝自身を知れ 傘寿記念講話集』(同朋舎 1988)
- 松原祐善講義集
  - 1清沢満之傾倒録
  - 2恩師を偲びて
  - 3念仏の伝統
  - 4樹心仏地

編纂
- 『定本清澤満之文集』法蔵館 1979

### 論文
- CiNii>松原祐善
- INBUDS>松原祐善